# Hegesinos van Pergamon
Hegesinos (Ἡγησίνους) van Pergamon was een Academische filosoof, de opvolger van Evander en de onmiddellijke voorganger van Carneades als het hoofd (scholarch) van de Academie. Hij was scholarch voor een periode zo omstreeks 160 v.Chr.. Er is verder niks over hem bekend.

## Voetnoten
1. ↑  Diogenes Laërtius, The Lives and Opinions of Eminent Philosophers (De levens en meningen van eminente filosofen), iv. 60; Cicero, Academica, ii. 6.